# Together (film 1971)
Together è un film del 1971 diretto da Sean S. Cunningham. Il primo lungometraggio di Cunningham attrasse Wes Craven, che voleva entrare nel mondo dell'industria cinematografica. Together fu il primo lavoro di Craven nel cinema. In seguito Cunningham e Craven avrebbero lavorato insieme a L'ultima casa a sinistra.

## Trama
Si tratta di una sorta di "falso" documentario sul sesso negli Stati Uniti dell'epoca.

## Produzione
Con il profitto di $100,000 ricavato da The Art of Marriage, Cunningham affittò il suo primo ufficio e cominciò a cercare un nuovo film da dirigere. Raccolse donazioni da familiari e amici, che in alcuni casi contribuirono con 1000 dollari ciascuno. Cunningham disse che The Art of Marriage era buono (come inizio) ma "scadente" dal lato tecnico e avrebbe voluto girare una versione migliore del film. Egli girò allora Together, che è da considerarsi una sorta di remake di The Art of Marriage. Completate le riprese di Together, Cunningham assunse Wes Craven, che era in cerca di un lavoro ed era interessato ad entrare nel mondo del cinema. Cunningham stava effettuando delle riprese aggiuntive per Together e lo assunse per sincronizzare i quotidiani dalle riprese di tre o quattro giorni. Craven divenne quindi assistente al montaggio. C'è una scena nel film che consiste in una misconosciuta Marilyn Chambers e un uomo di colore. La scena mostra la Chambers che fa scorrere un fiore giallo lungo il pene dell'uomo. La casa distributrice Hallmark Releasing non aveva mai visto una scena del genere e volle acquistare i diritti di distribuzione della pellicola per $10,000.

## Distribuzione
La Hallmark Releasing pubblicò annunci sui giornali per il film e i cinema furono inondati di persone che volevano vederlo. Cunningham raccontò che la coda per entrare faceva il giro dell'isolato. Il film incassò un sacco di soldi (nelle parole di Cunningham, "affari fenomenali") e si rivelò un successo sia per Cunningham sia per Craven. Nel 1973 il film venne ri-distribuito nelle sale cinematografiche per capitalizzare sulla popolarità acquisita da Marilyn Chambers dopo aver recitato nel film pornografico Dietro la porta verde.